# Regim de flotare controlată
Flotarea controlată ("Dirty Floating" sau "Managed Floating" în engleză) este denumirea dată unui regim al cursului de schimb, la care cursul de schimb este în principiu flexibil, însă banca centrală intervine din când în când pentru a-și atinge cursul de schimb pe care și l-a propus. 
Spre deosebire de regimul ratelor fixe, banca națională nu este obligată explicit sau implicit să mențină un curs fix, stabil, deci poate reacționa flexibil.
După criza din Asia, multe dintre țările afectate de monede fixe (aflate în strânsă legătură cu dolarul american) au adoptat regimul de flotare controlată.

## Cursul flotant
În baza acestei politici a Băncii centrale, cursul monedei naționale devine flotant, fapt ce are atât avantaje, cât și dezavantaje:

### Avantajele cursului flotant
- Mărimea cursului se stabilește conform cererii și ofertei, similar oricărui alt preț;
- Ajustarea cursului se face prin abateri mai mici, ceea ce evită producerea de șocuri și permite orientarea alocării unor resurse și în funcție de acest preț;
- Balanța de plăți se echilibrează cvasi automat, prin efectul aprecierii și deprecierii cursului asupra fluxurilor economice externe;
- Datorită impactului fluctuării cursului asupra balanței de plăți și deoarece, teoretic, intervențiile băncii centrale pentru menținerea mărimii cursului nu sunt necesare, formarea de rezerve valutare devine superfluă;
- Cursul flotant nu obligă la coordonarea politicilor economice cu alte țări, politica monetară independentă fiind o opțiune fezabilă.

### Dezavantajele cursului flotant
- Instabilitatea cursului produce incertitudine în privința alocării unor resurse și aduce pierderi la export sau scumpiri la import;
- Riscul valutar, care însoțește instabilitatea cursurilor, produce costuri de acoperire (hedging);
- Acoperirea costurilor suplimentare generate de flotarea cursurilor poate genera un impact inflaționist;
- Operațiunile speculative, facilitate de viteza mare a comunicațiilor electronice (hot money), pot duce la destabilizări ale balanțelor de plăți și la presiuni asupra cursurilor anumitor monede, nejustificate prin evoluția fundamentelor economice;
- Nevoia unor rezerve valutare nu este total eliminată, deoarece nu există o flotare „pură”, iar modul ajustării balanței de plăți depinde și de structura schimburilor, de rigiditatea sau flexibilitatea importurilor.

## Nota
1. ↑  „Politica monetară: principalele instrumente”. Arhivat din original la 16 ianuarie 2012. Accesat în 27 ianuarie 2012.